# Blender Game Engine
De Blender Game Engine (BGE) is een game engine die ingebouwd is in het vrije computerprogramma Blender waarmee 3D-computergraphics gemodelleerd en geanimeerd kunnen worden. De Blender Game Engine kan gebruikt worden voor het ontwikkelen van interactieve software voor driedimensionale virtuele omgevingen, zoals computerspellen. Andere toepassingen kunnen gevonden worden op educatief en wetenschappelijk gebied.
Het spel Yo Frankie! van het Blender Institute is gebaseerd op de Blender Game Engine.

## Werking
Het maken van een spel in de Game Engine gebeurt met sensoren, controllers en actuatoren. Een sensor vangt een signaal, zoals een toetsaanslag op, en zendt het door naar een controller, die het signaal verwerkt. De controller stuurt het dan weer door naar een actuator, die iets doet met het signaal, door bijvoorbeeld een voorwerp in het spel te bewegen. Het is ook mogelijk om de programmeertaal Python te gebruiken bij het ontwerpen van spellen.

## Afbeeldingen

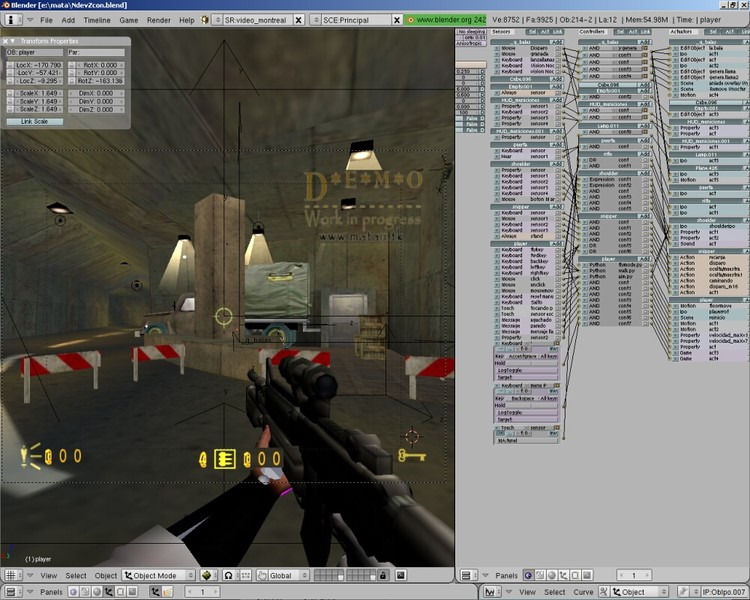
Een first-person shooter in de Blender Game Engine.
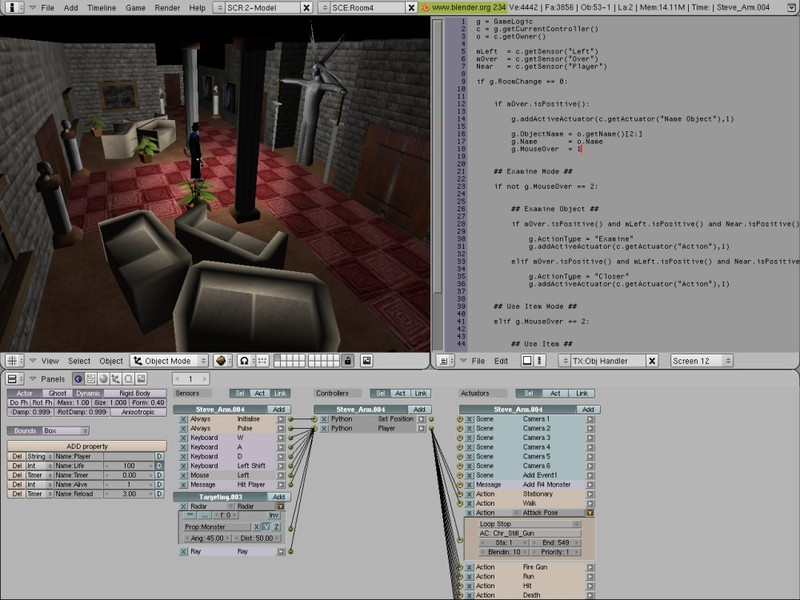
Sensoren, controllers en actuatoren evenals de programmeertaal Python